# Stazione di Tagliacozzo
La stazione di Tagliacozzo è lo scalo ferroviario del comune di Tagliacozzo, sulla linea Roma-Sulmona-Pescara.

## Storia

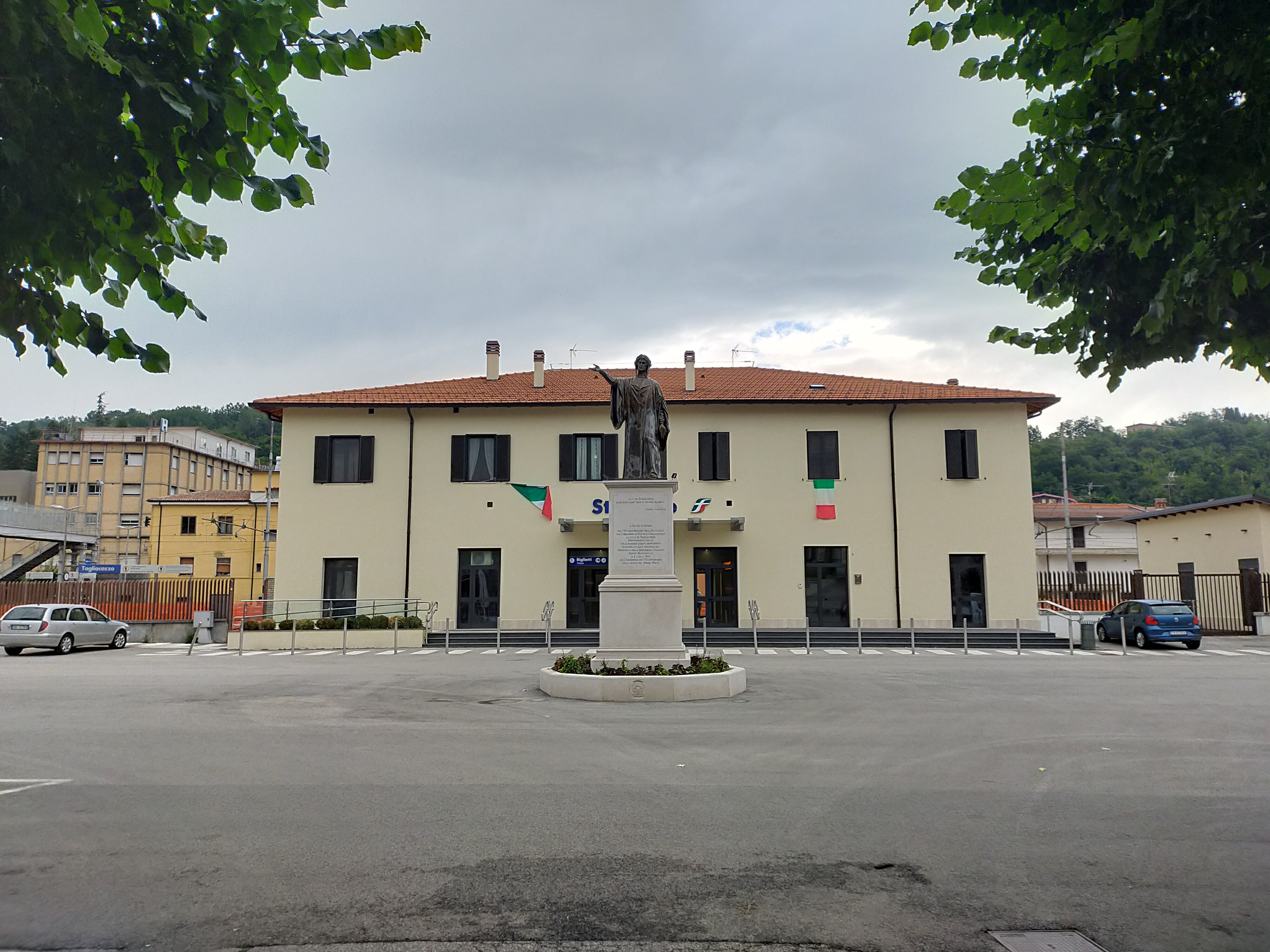
La statua di Dante collocata davanti alla stazione

La stazione fu inaugurata nel 1888, in occasione dell'apertura dell'intera linea.
La stazione fu interessata nel 2009 da un accordo tra Regione e Ministero delle Infrastrutture e dei Trasporti per la possibile realizzazione di una ferrovia L'Aquila-Tagliacozzo, che permetterebbe al capoluogo di regione abruzzese di essere collegato con Roma, tramite la ferrovia Roma-Pescara.
Nel 2019 nel piazzale antistante al fabbricato viaggiatori è stata inaugurata, alla presenza del presidente della Repubblica Italiana, Sergio Mattarella, la statua bronzea di Dante Alighieri.

## Strutture e impianti
Il fabbricato viaggiatori è strutturato su due livelli ed ospita all'interno una sala d'aspetto dotata di biglietteria self-service e validatrice.

## Movimento
Il servizio è svolto da Trenitalia secondo contratto di servizio stipulato con la Regione Abruzzo. In totale sono circa 40 i treni regionali e regionali veloci che settimanalmente effettuano fermata presso la stazione, con destinazioni principali Avezzano, Pescara, Roma Termini e Roma Tiburtina.

## Servizi
- Sala d'attesa e biglietteria self-service.